# Václav Mozol
Václav Mozol (* 30. září 1991) je český fotbalový záložník, od ledna 2016 hráč klubu SFC Opava.

## Klubová kariéra
Svoji fotbalovou kariéru začal v Bolaticích, odkud pochází. Poté hrál za dorost SK Slavia Praha. V roce 2010 zamířil do FC Hlučín. V ročníku 2010/11 s klubem sestoupil do MSFL. V červenci 2012 odešel do MFK Frýdek-Místek. S týmem naopak v sezoně 2012/13 postoupil do 2. ligy. V lednu 2015 byl na testech v prvoligovém severočeském klubu FK Teplice a vysloužil si smlouvu na 3,5 roku. V Teplicích se neprosadil (odehrál pouze jediný ligový zápas v ročníku 2014/15) a pro podzimní část sezóny 2015/16 odešel na hostování do FK Fotbal Třinec.
V lednu 2016 přestoupil z Teplic do SFC Opava.